# Djäkneboda
Djäkneboda is een plaats in de gemeente Robertsfors in het landschap Västerbotten en de provincie Västerbottens län in Zweden. De plaats heeft 129 inwoners (2005) en een oppervlakte van 40 hectare. De plaats ligt aan het meer Djäknebodasjön en de Europese weg 4 loopt vlak langs de plaats.